# Стрельба с открытого затвора

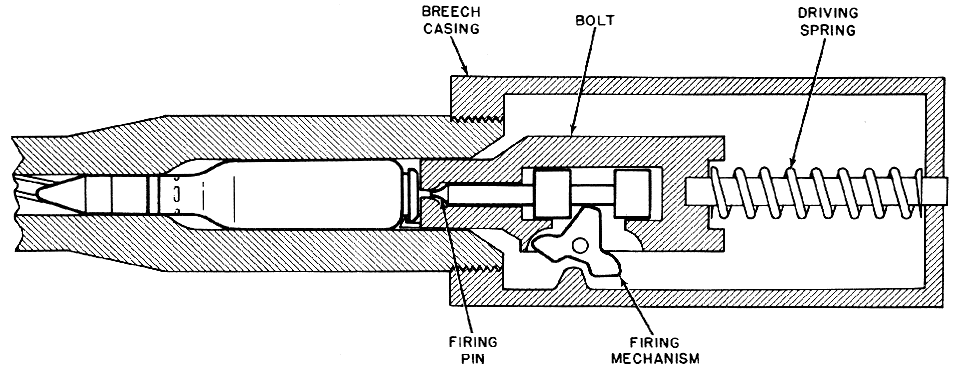
Упрощённая схема некоего механизма свободного затвора с усовершенствованным капсюльным воспламенением (мало относится к теме)

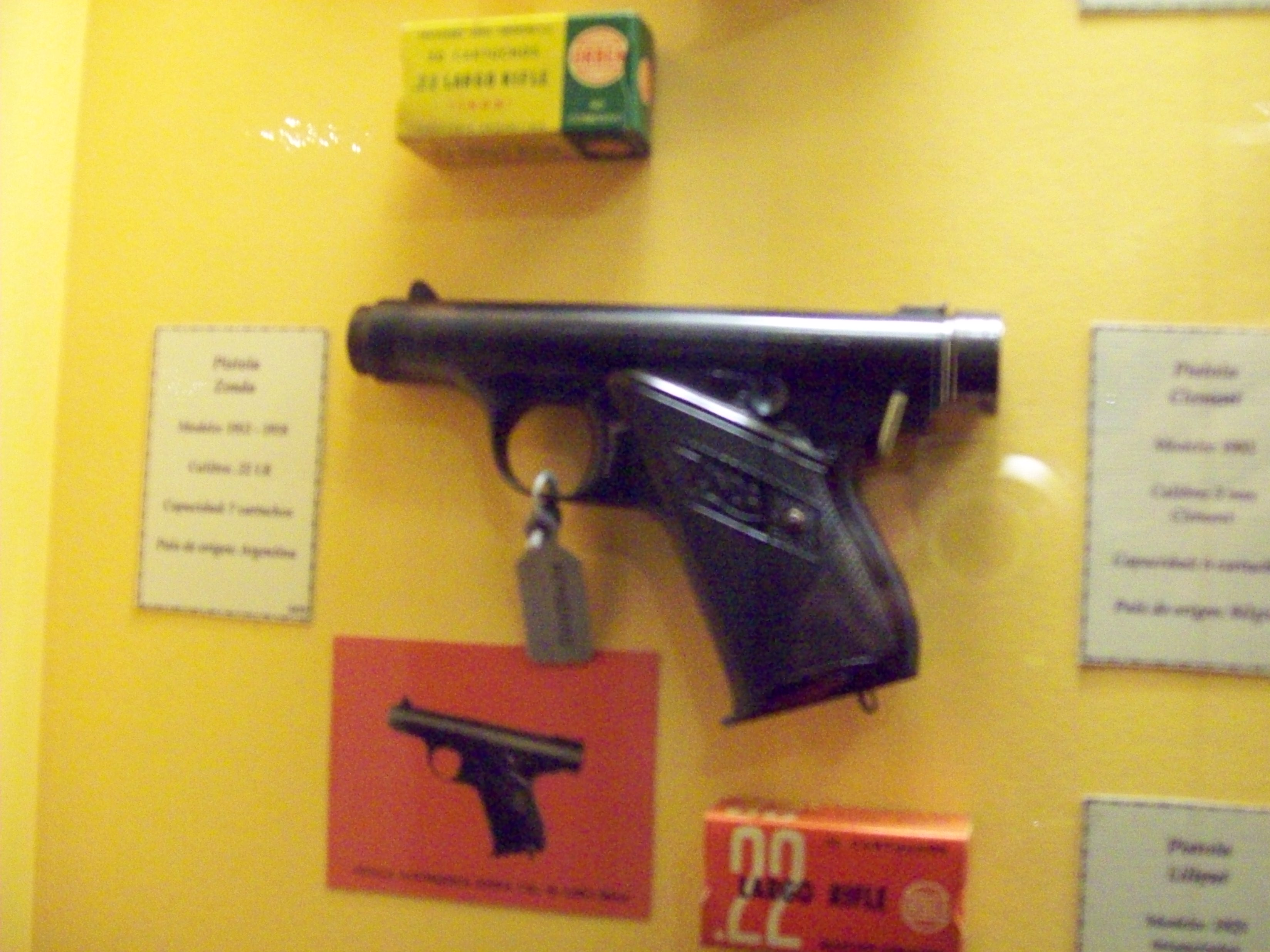
Пистолет Zonda (самозарядный) аргентинского производства с открытым затвором У пистолета имелся остроумный предохранительный механизм, который просто отводит магазин вниз при задействовании ручного предохранителя. Если магазин находится слишком низко для того, чтобы затвор мог захватить патрон, затвор не может ввести патрон в патронник.

Стрельба с открытого затвора (стрельба с заднего шептала) — один из принципов действия затворной автоматики огнестрельного оружия, при котором затвор во время готовности к выстрелу удерживается в открытом или заднем положении, а в незапертом патроннике патрон пока отсутствует. Когда стрелок производит выстрел (например, через нажатие на спусковой крючок), шептало отпускает затвор, и последний приходит в движение, в ходе которого он обычно подаёт патрон, осуществляет закрывание канала ствола (обычно с запиранием), и приводит в действие боевой заряд патрона. После выстрела, действие автоматики возвращает затвор, осуществляя в процессе удаление гильзы. Стрельбе с открытого затвора противопоставляют стрельбу с закрытого затвора, сравнивают преимущества и недостатки одного принципа относительно другого. Оба принципа могут быть конструктивно реализованы через переключение режимов автоматического оружия (как у ручного пулемёта Johnson M1941, FG-42 и т. п.).

## Достоинства
Одним из достоинств стрельбы с открытого затвора является толерантность к перегреву патронника; а именно к самовоспламенению патрона, из-за которого оружие при стрельбе с закрытого затвора начнёт вести неконтролируемый непрерывный автоматический огонь до исчерпания боеприпасов в магазине или в ленте. Из-за этого данный принцип широко используется в конструкциях полностью автоматического оружия, которое предназначено для ведения непрерывного огня (для продолжительного автоматического огня).

## Недостатки
К недостаткам стрельбы с открытого затвора относят снижение точности первого выстрела.
Некоторые устаревшие конструкции пистолетов-пулемётов, например STEN, могут самопроизвольно производить выстрел при падении на твёрдую поверхность из невзведённого состояния.
Долгое нахождение затвора в открытом состоянии увеличивает вероятность загрязнения патронника и механизмов затвора, особенно при открытом окне экстракции гильз.